# Радош, Йозо
Йозо Радош (род. 3 ноября 1956) — хорватский либеральный политик, в настоящее время являющийся одним из 11 хорватских членов Европейского парламента. Ранее он занимал пост министра обороны (2000 – 2002), члена хорватского парламента и наблюдателя в Европейском парламенте от Хорватии.

## Биография
Радош, коренной боснийский хорват, родился в деревне Сеоница в Дувно, Босния и Герцеговина. Он учился в начальной школе в Джаково и гимназии в Загребе. В 1983 году он окончил факультет электротехники и вычислительной техники Загребского университета. С 1983 по 1986 год он работал профессором истории и электротехники в Осиеке и Джаково. С 1986 по 1990 год он работал проектировщиком по разработке систем силовой электроники в группе KONČAR. В 1990 году он присоединился к Хорватской социал-либеральной партии, где до 1998 года занимал пост вице-президента партии. С 1990 по 1992 год он работал технологом электроники на заводе по производству лампочек в Загребе. В 1992 году он стал членом парламента. В 1993 году он окончил факультет философии и истории гуманитарных и социальных наук Загребского университета. Во время войны он был резервистом хорватской полиции. Во время кризиса в Загребе в 1995 году он был избран мэром Загреба, но не был утвержден президентом Франьо Туджманом. Таким образом, он не был формально готов к обязанностям мэра и был вынужден уйти в отставку. С 1998 по 2000 год он был генеральным секретарем Хорватской социал-либеральной партии. В 2011 году он окончил факультет политологии Загребского университета. 
ХСЛП вступила в альянс с СДП на парламентских выборах 2000 года, которые они выиграли. После этого Радош стал министром обороны Хорватии в правительстве во главе с Ивицей Рачаном.
Во время его полномочий в качестве министра военный бюджет был серьезно сокращен в рамках поздней послевоенной демилитаризации. Обязательная военная служба также была сокращена с 12 до 6 месяцев. Во время всего его полномочий планировалось сокращение личного состава армии, но так и не было реализовано. 
После выхода лидера ХСЛС Дражена Будиши из правительства ХСЛС раскололась на две фракции, Радош был членом диссидентской проправительственной фракции, которая впоследствии создала партию под названием Libra, президентом которой стал Радош. Несмотря на свою поддержку правительства, Радош ранее ушел в отставку, и его сменила на посту министра Желька Антунович из СДП. В 2005 году Libra вместе с Радошем объединилась с Хорватской народной партией, с тех пор известной как Хорватская народная партия – Либеральные демократы. 

### Депутат Европейского парламента
С 2014 года Радош является членом Комитета по иностранным делам. Помимо своих обязанностей в комитетах, он является членом парламентской делегации по связям с Боснией и Герцеговиной и Косово, а также делегации в Парламентском комитете по стабилизации и ассоциации ЕС – Черногория.